# Listă de filme de aventură din anii 1920
Aceasta este o listă de filme de aventură din anii 1920:
| 1920                              |                                        |                                                                                |                            |                                     |
| The Deerslayer and Chingachgook   | Arthur Wellin                          | Emil Mamelok, Béla Lugosi                                                      | Germania                   |                                     |
| The Mark of Zorro                 | Fred Niblo                             | Douglas Fairbanks                                                              | Statele Unite ale Americii | Swashbuckler                        |
| Spiders, Part 2: The Diamond Ship | Fritz Lang                             | Lil Dagover, Carl de Vogt, Georg John, Ressel Orla                             | Germania                   | serial, spies                       |
| The Last Of The Mohicans          | Maurice Tourneur, Clarence Brown       | Wallace Beery, Barbara Bedford, Alan Roscoe, Lillian Hall                      | Statele Unite ale Americii |                                     |
| Terror Island                     | James Cruze                            | Harry Houdini, Jack Brammall, Lila Lee, Wilton Taylor                          | Statele Unite ale Americii | Tropical island, submarine          |
| 1921                              |                                        |                                                                                |                            |                                     |
| The Indian Tomb                   | Joe May                                | Lil Dagover, Conrad Veidt, Lya De Putti, Paul Richter, Olaf Fønss              | Germania                   |                                     |
| The Big Adventure                 | B. Reeves Eason                        | B. Reeves Eason Jr., Fred Herzog, Gertrude Olmstead, Molly Shafer, Lee Shumway | Statele Unite ale Americii | Adventure                           |
| The Three Musketeers              | Fred Niblo                             | Douglas Fairbanks                                                              | Statele Unite ale Americii | Swashbuckler                        |
| 1922                              |                                        |                                                                                |                            |                                     |
| The Prisoner of Zenda             | Rex Ingram                             | Lewis Stone, Alice Terry, Robert Edeson                                        | Statele Unite ale Americii | Swashbuckler                        |
| Robin Hood                        | Allan Dwan                             | Douglas Fairbanks, Wallace Beery, Sam de Grasse                                | Statele Unite ale Americii | Swashbuckler, Romantic adventure    |
| Man from Beyond                   | Burton King                            | Harry Houdini, Arthur Maude, Albert Tavernier, Erwin Connelly                  | Statele Unite ale Americii |                                     |
| Nanook of the North               | Robert J. Flaherty                     | Allakariallak (Nanook), Nyla, Cunayou                                          | Statele Unite ale Americii | cinema verité                       |
| 1923                              |                                        |                                                                                |                            |                                     |
| Scaramouche                       | Rex Ingram                             | Lloyd Ingraham, Alice Terry, Ramon Novarro                                     | Statele Unite ale Americii | swashbuckler                        |
| 1924                              |                                        |                                                                                |                            |                                     |
| Aelita: Queen Of Mars             | Yakov Protazanov                       | Nikolai Batalov, Varvara Massalitinova, Yuliya Solntseva, Mikhail Zharov       | Rusia                      | Fantasy adventure                   |
| Captain Blood                     | David Smith                            | J. Warren Kerrigan, Jean Paige                                                 | Statele Unite ale Americii | swashbuckler                        |
| Die Nibelungen                    | Fritz Lang                             | Paul Richter, Margarete Schön, Hanna Ralph                                     | Germania                   | Fantasy adventure                   |
| Sea Hawk                          | Frank Lloyd                            | Milton Sills, Enid Bennett                                                     | Statele Unite ale Americii | Swashbuckler                        |
| The Thief of Bagdad               | Raoul Walsh                            | Douglas Fairbanks, Snitz Edwards, Julanne Johnston, Anna May Wong              | Statele Unite ale Americii | Fantasy adventure                   |
| The Navigator                     | Buster Keaton                          | Buster Keaton, Frederick Vroom, Kathryn McGuire                                | Statele Unite ale Americii | desert island, ship board adventure |
| 1925                              |                                        |                                                                                |                            |                                     |
| Adventure                         | Victor Fleming                         | Tom Moore, Pauline Starke, Wallace Beery                                       | Statele Unite ale Americii |                                     |
| Ben Hur                           | Fred Niblo                             | Ramon Novarro, Francis X. Bushman, May McAvoy, Betty Bronson                   | Statele Unite ale Americii |                                     |
| Don Q, Son of Zorro               | Donald Crisp                           | Douglas Fairbanks, Mary Astor, Jack McDonald                                   | Statele Unite ale Americii | Swashbuckler                        |
| The Gold Rush                     | Charles Chaplin                        | Charles Chaplin, Georgia Hale, Mack Swain, Tom Murray                          | Statele Unite ale Americii | Adventure comedy                    |
| Grass                             | Merian C. Cooper, Ernest B. Schoedsack | Merian C. Cooper, Ernest B. Schoedsack, Marguerite Harrison, Haidar Khan       | Statele Unite ale Americii | Documentary                         |
| The Lost World                    | Harry Hoyt, Lewis Stone                | Bessie Love, Lloyd Hughes, Wallace Beery                                       | Statele Unite ale Americii |                                     |
| 1926                              |                                        |                                                                                |                            |                                     |
| The Adventures of Prince Achmed   | Lotte Reiniger                         |                                                                                | Germania                   | animated Arabian Nights             |
| Beau Geste                        | Herbert Brenon                         | Ronald Colman, Neil Hamilton, Ralph Forbes, Alice Joyce                        | Statele Unite ale Americii | War adventure                       |
| The Black Pirate                  | Albert Parker                          | Douglas Fairbanks, Billie Dove, Tempe Piggott                                  | Statele Unite ale Americii | Swashbuckler                        |
| Cruise of the Jasper B            | James W. Horne                         | Rod La Rocque, Mildred Harris, Snitz Edwards                                   | Statele Unite ale Americii | Swashbuckler                        |
| Holy Mountain                     | Arnold Fanck                           | Leni Riefenstahl, Luis Trenker                                                 | Germania                   | mountaineering adventure            |
| The Sea Beast                     | Millard Webb                           | John Barrymore, Dolores Costello                                               | Statele Unite ale Americii | sea adventure                       |
| 1927                              |                                        |                                                                                |                            |                                     |
| Chang                             | Merian C. Cooper, Ernest B. Schoedsack | Kru, Chantui, Nah                                                              | Statele Unite ale Americii | Documentary                         |
| Tarzan and the Golden Lion        | J. P. McGowan                          | James Pierce, Edna Murphy                                                      | Statele Unite ale Americii | Jungle adventure                    |
| 1928                              |                                        |                                                                                |                            |                                     |
| The Trail of '98                  | Clarence Brown                         | Dolores Del Rio, Ralph Forbes, Harry Carey, Karl Dane                          | Statele Unite ale Americii | Adventure drama                     |
| Beau Sabreur                      | John S. Waters                         | Gary Cooper, Evelyn Brent, William Powell, Noah Beery                          | Statele Unite ale Americii | Adventure drama                     |
| 1929                              |                                        |                                                                                |                            |                                     |
| The Iron Mask                     | Allan Dwan                             | Douglas Fairbanks, Belle Bennett, Nigel de Brulier, Marguerite de la Motte     | Statele Unite ale Americii |                                     |
| The King of the Kongo             | Richard Thorpe                         | Larry Steers, Richard R. Neill, Harry Todd                                     | Statele Unite ale Americii | Secret Service agent                |
| Noah's Ark                        | Michael Curtiz                         | George O'Brien, Dolores Costello                                               | Statele Unite ale Americii | Flood                               |
| Woman in the Moon                 | Fritz Lang                             | Klaus Pohl, Willy Fritsch                                                      | Germania                   | space race                          |
| The White Hell of Pitz Palu       | Arnold Fanck, Georg Wilhelm Pabst      | Leni Riefenstahl, Gustav Diessl                                                | Germania                   | mountaineering adventure            |